# Оржицька селищна рада
Оржицька селищна рада — орган місцевого самоврядування в Оржицькому районі Полтавської області з центром у смт Оржиці. Окрім Оржиці, раді підпорядковане село Маяківка.

## Географія
Територією, що підпорядкована селищній раді, протікає річка Оржиця.

## Влада
Загальний склад ради — 20
Селищні голови (голови селищної ради)
- Сидоренко Олена Вікторівна[1]

25.10.2015 — зараз